# Luty 2018

## 28 lutego
- Co najmniej 15 osób zginęło w wyniku zderzenia pociągów pasażerskiego i towarowego w egipskiej prowincji Al-Buhajra[1].

## 25 lutego
- W południowokoreańskim Pjongczangu zakończyły się XXIII Zimowe Igrzyska Olimpijskie[2].

## 21 lutego
- Co najmniej 35 osób zginęło w katastrofie autobusu na peruwiańskim odcinku Autostrady Panamerykańskiej. Pojazd spadł z wysokiego klifu w prowincji Camaná[3].

## 19 lutego
- Na przedmieściach Maputo, stolicy Mozambiku pod wpływem obfitych opadów deszczu doszło do osunięcia wysypiska śmieci na domy mieszkalne, w wyniku czego zginęło co najmniej 17 osób[4].

## 18 lutego
- 65 osób zginęło w katastrofie lotu Iran Aseman Airlines 3704 w południowo-zachodnim Iranie[5][6].

## 15 lutego
- Parlament Południowej Afryki wybrał na funkcję prezydenta kraju Cyrila Ramaphosę[7].

## 14 lutego
- Jacob Zuma ustąpił ze stanowiska prezydenta Południowej Afryki.
- W szkole średniej na Florydzie nastolatek zabił z broni palnej 17 osób oraz ranił kilkanaście innych[8].

## 11 lutego
- W katastrofie rosyjskiego samolotu An-148 koło Moskwy zginęło 71 osób[9].
- Wybory parlamentarne w Monako.

## 10 lutego
- Co najmniej 19 osób zginęło, a kilkadziesiąt zostało rannych w wypadku autobusu piętrowego w Tai Po, dzielnicy Hongkongu[10].

## 9 lutego
- W południowokoreańskim Pjongczangu rozpoczęły się XXIII Zimowe Igrzyska Olimpijskie[11][12][13][14].

## 7 lutego
- Stosunkiem głosów 447–196 posłowie Parlamentu Europejskiego przegłosowali usunięcie Ryszarda Czarneckiego z funkcji jednego z 14 wiceprzewodniczących uznając, że europoseł dopuścił się „poważnego uchybienia” polegającego na znieważeniu posłanki Róży Thun (EPL, Polska) przez porównanie jej w wypowiedzi publicznej do „szmalcownika”[15]. Było to pierwsze użycie artykułu 21. regulaminu o skracaniu kadencji[16].

## 6 lutego
- Co najmniej 6 osób zginęło w wyniku trzęsienia ziemi na Tajwanie[17].
- Lot testowy z kompleksu startowego nr 39 centrum Kennedy’ego odbyła rakieta Falcon Heavy[18][19].

## 4 lutego
- Urzędujący prezydent Nikos Anastasiadis wygrał wybory prezydenckie na Cyprze[20].
- W finałach rozgrywek ligi futbolu amerykańskiego NFL – Super Bowl LII: Philadelphia Eagles pokonali New England Patriots 41:33[21][22].